# مايكل أنتوني
مايكل أنتوني (بالإنجليزية: Michael Anthony)‏ (مواليد 4 أكتوبر 1957) هو ملاكم غياني، مثّل بلاده في الألعاب الأولمبية الصيفية 1980 وحقق الميدالية البرونزية في فئة وزن البانتام، وهي الميدالية الوحيدة في تاريخ مشاركات غيانا في الألعاب الأولمبية الصيفية.

## روابط خارجية
مايكل أنتوني على موقع بوكس ريك (الإنجليزية) (registration required)
- مايكل أنتوني على موقع أوليمبيديا (الإنجليزية)